# (1435) Garlena
(1435) Garlena es el asteroide número 1435 situado en el cinturón principal. Fue descubierto por el astrónomo Karl Wilhelm Reinmuth  desde el observatorio de Heidelberg, el 23 de noviembre de 1936. Su designación alternativa es 1936 WE. Está nombrado en honor de una conocida del astrónomo alemán W. Schaub.